# Поскаю
Поскаю — река в России, протекает по Республике Коми. Устье реки находится в 17 км по левому берегу реки Кипиеваю. Длина реки составляет 32 км. В 11 км от устья, по правому берегу реки впадает река Дзодзегъёль. В 18 км от устья, по левому берегу реки впадает река Веськыд-Вож. В 7 км от устья, по правому берегу реки впадает река Ыджыд-Шор.

## Данные водного реестра
По данным государственного водного реестра России относится к Двинско-Печорскому бассейновому округу, водохозяйственный участок реки — Печора от впадения реки Уса до водомерного поста Усть-Цильма, речной подбассейн реки — Печора ниже впадения Усы. Речной бассейн реки — Печора.
Код объекта в государственном водном реестре — 03050300112103000075045.